# Anschluss des Birseck an Basel

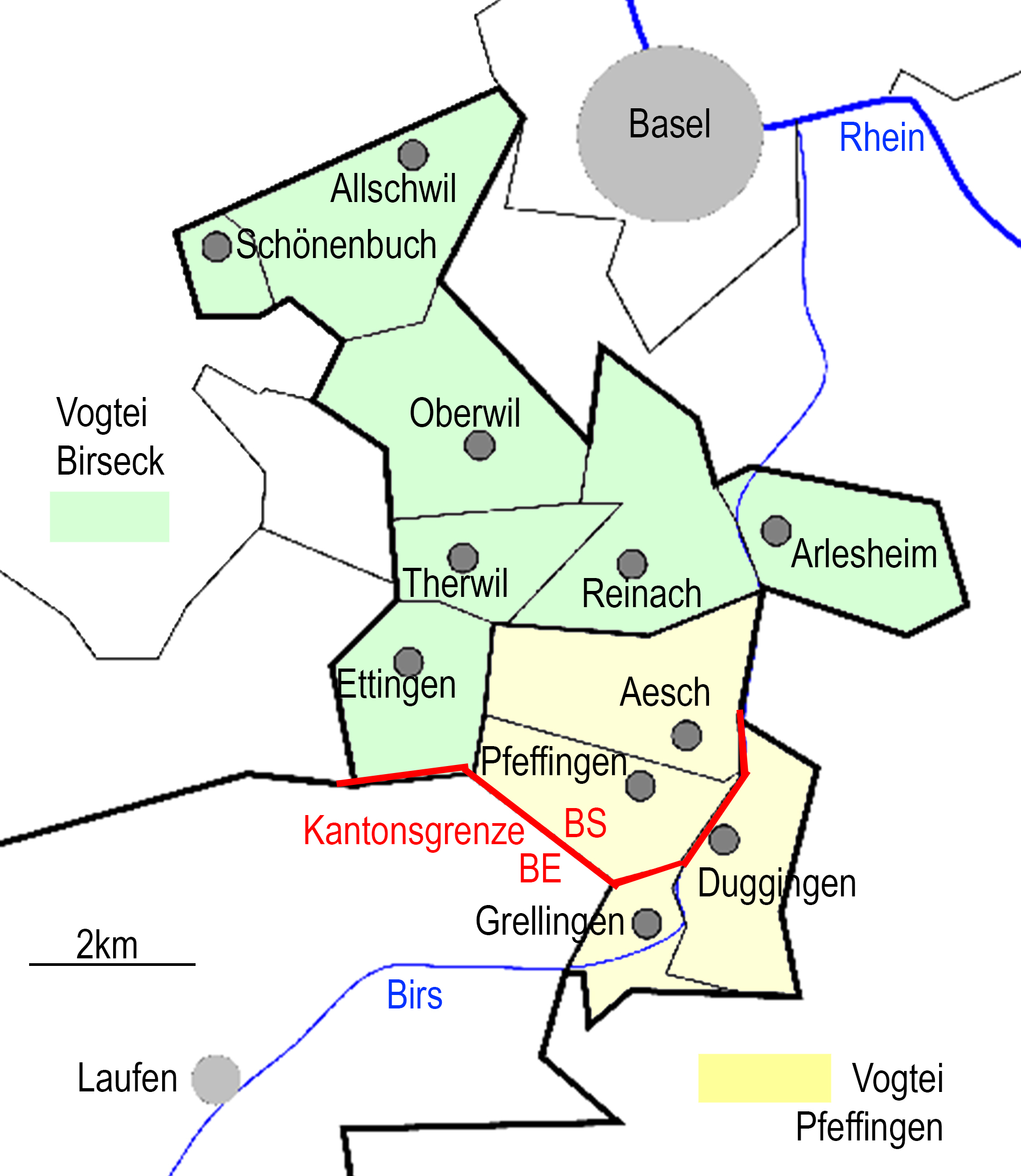
Das Birseck beim Anschluss an Basel

Der Anschluss von neun Gemeinden des ehemaligen Fürstbistums Basel an den Kanton Basel fand im Jahr 1815 statt. Unter dem Begriff «Anschluss» sind vier Vorgänge zusammengefasst: die Zuweisung des ehemaligen Fürstbistums Basel durch den Wiener Kongress (20. März 1815), die Inbesitznahme dieses Gebiets durch die Eidgenossenschaft (23. August 1815), die Inbesitznahme der neuen Birsecker Gemeinden durch den Kanton Basel (26. Dezember 1815) und die Vereinigungszeremonie am 28. Dezember 1815. Die neun Birsecker Gemeinden Arlesheim, Reinach, Aesch, Pfeffingen, Oberwil, Therwil, Ettingen, Allschwil und Schönenbuch entsprechen nicht der geografischen Bezeichnung Birseck.

## Vorgeschichte

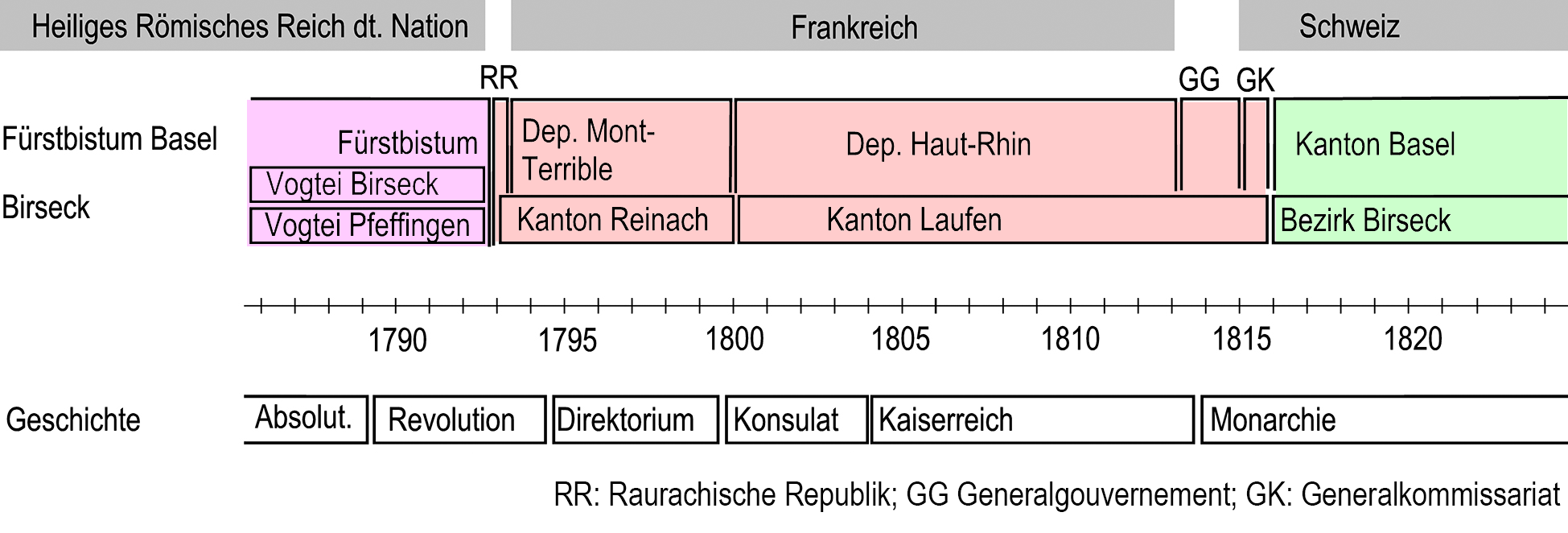
Die Zugehörigkeit des Birseck zwischen 1785 und 1820

Bis 1792 gehörten die Landvogteien Birseck (Arlesheim, Reinach, Oberwil, Therwil, Ettingen, Allschwil und Schönenbuch) und Pfeffingen (Pfeffingen, Aesch, Duggingen, Grellingen) zum Fürstbistum Basel. Nach dem Umsturz im Gefolge der Französischen Revolution und der Ausrufung einer pro forma unabhängigen, kurzlebigen Raurachischen Republik am 17. Dezember 1792 wurden die beiden deutschsprachigen Vogteien als Kanton Reinach mit dem Hauptort Reinach zusammengelegt. Der Kanton blieb weiterhin bestehen, als die meisten ehemaligen fürstbischöflichen Territorien am 23. März 1793 das neue französische Département Mont-Terrible bildeten. In diesem gehörte der Kanton Reinach zum Distrikt Delsberg. Am 17. Februar 1800 gelangte der gesamte Distrikt an das Département Haut-Rhin; dabei wurde der Kanton Reinach an den Kanton Laufen mit dem Hauptort Laufen angegliedert.
Im Jahr 1814 befreiten die vorrückenden Truppen der gegen Napoleon Bonaparte siegreichen Mächte Österreich, Preussen und Russland das ehemalige Fürstbistum (ohne die Vogteien südlich des Col de Pierre Pertuis) und stellten das Territorium vorläufig unter die Verwaltung des Generalgouverneurs Conrad Karl Friedrich von Andlau-Birseck. Dieser entstammte dem Geschlecht der Vögte der ehemaligen Landvogtei Birseck.

## Anschluss
Am 20. März 1815 beschloss der Wiener Kongress, das ehemalige Fürstbistum nicht wiederauferstehen zu lassen, sondern der Eidgenossenschaft anzuschliessen. Diese übernahm am 23. August das Gebiet durch einen Generalkommissar der Tagsatzung, Johann Conrad Escher (vom Luchs) (nicht identisch mit dem gleichnamigen Hans Conrad Escher (vom Luchs)). Formalisiert wurde die Übernahme mit den Vereinigungsurkunden vom 23. November 1815.

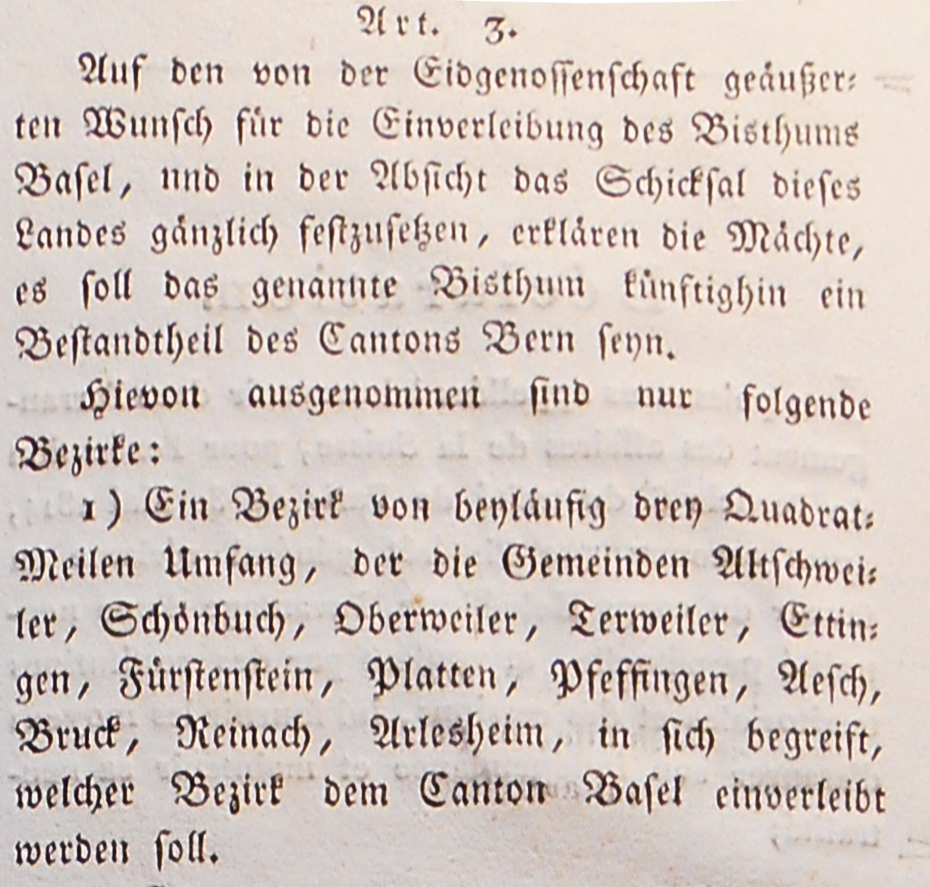
Erklärung des Wiener Kongresses vom 20. März 1815 zur Zuweisung des Birseck

Der grössere Teil, der Kern des heutigen Kantons Jura, fiel an den Kanton Bern, die neun Birsecker Gemeinden an den Kanton Basel. Dies hatte bereits der Wiener Kongress festgelegt. Die ehemalige Vogtei Pfeffingen wurde geteilt: Duggingen und Grellingen fielen mit dem Laufental an Bern, Pfeffingen an Basel. Die Grenze verlief nun geografisch motiviert über das Engnis Angenstein im Birstal. Über die Aufnahme verhandelten drei Basler und drei Birsecker Vertreter im November 1815 im vom Wiener Kongress gesetzten Rahmen: Die reformierte Stadt Basel musste der katholischen Birsecker Bevölkerung die freie Religionsausübung gestatten und auf die Einführung feudaler Rechte verzichten; diese waren unter französischer Herrschaft abgeschafft worden. Im Übrigen setzte sich die Stadt durch. Das Birseck erhielt nur vier Grossratssitze und keine Vertretung in den andern Ämtern zugesichert. Es blieb ein eigener Bezirk mit eigenem Steuersystem und einer eigenen Verwaltung unter einem von Basel eingesetzten Statthalter und einer Verwaltungskommission, worin das Birseck nur zwei von sechs Mitgliedern stellen konnte. Der Basler Grosse Rat ratifizierte das Verhandlungsergebnis und nahm am 26. Dezember das Birseck formell in Besitz.
Im Birseck selbst fand keine Abstimmung statt, sondern das Volk schloss sich nach der französischen Fremdherrschaft gerne Basel an. Nach der Ausplünderung durch die französischen Fremdherrschaft (Kontributionen: Steuern und Lieferungen für die Kriegführung, Einquartierungen; Konskriptionen: Aushebung von Männern zwischen 20 und 25 Jahren für Napoleons Feldzüge) und den Lasten beim Durchzug der österreichischen und dann der eidgenössischen Truppen 1814/15, ferner unter dem Einfluss von Missernten (Stichwort Hungerjahr 1816/7) war die Bevölkerung erschöpft.

## Folgen

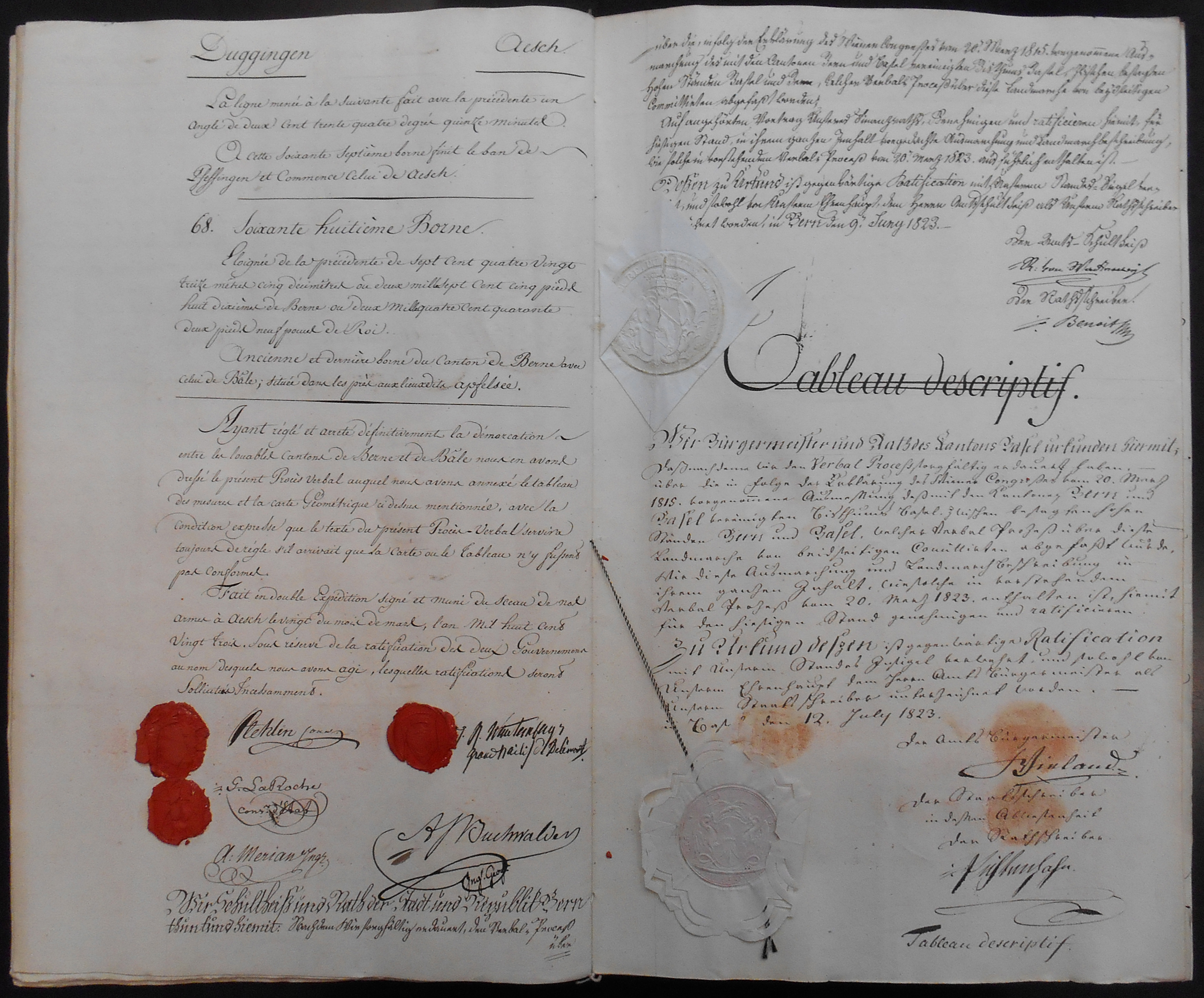
Festlegung der Kantonsgrenze Basel-Bern im Birseck, Unterschriftenseite

In der Folge mussten zahlreiche gewichtige Fragen geregelt werden:
- Da die Feudalabgaben nicht wiederhergestellt werden durften, wurde eine Grundsteuer eingeführt. Sie wurde durch eine Sonderabgabe von 10 % für die Armenkassen erhöht. Diese vermochten trotzdem nicht genügend Leistungen an die zahlreichen Armen auszurichten.
- Von höchster Dringlichkeit war die Herstellung staatlich geregelter Hypotheken; da die staatliche Gewalt mit Frankreichs Rückzug zerfallen war, mussten die Ansprüche der Darlehensgeber auf Immobilien neu aufgenommen werden.[6]
- Ferner mussten zahlreiche Abfindungen übernommen und geregelt werden: für ehemalige Soldaten, ehemalige, unter französischer Herrschaft vertrieben Priester und Mönche, für die Notare, die dem öffentlichen Notariat (Bezirksschreiberei) weichen mussten. Am gewichtigsten war die Pension für den Fürstbischof und das Domkapitel, die abgefunden werden mussten. Die Basler Regierung überband diese Leistungen dem Bezirk Birseck; hier machten sie fast 40 % der Bezirksausgaben aus.
- Im Bereich der Kirche mussten zahlreiche kleine Konfliktpunkte zwischen der Stadt und den Vertretern des Bischofs geregelt werden, was gelang.
- Im Bereich der Schule achtete die Stadt auf die Verbesserung der Qualität der Lehrer, was nur in Ansätzen gelang.
- Die beinahe untergegangene Wehrlistiftung konnte 1817 wiederhergestellt werden.
- Konfliktbeladen blieb die Auseinandersetzung über die Bodenzinsen, das heisst die Abgaben der Bodenbenutzer an die Bodeneigentümer.[7] Zwar war eine Ablösung dieser Zinse durch die Zahlung des zwanzigfachen Jahreszinses möglich, aber die Bevölkerung konnte und wollte einen solchen Loskauf nicht leisten.
- Ebenfalls Konflikte, allerdings zwischen Zugewanderten und Eingesessenen, rief die Neuordnung des Bürgerrechtes hervor: Unter französischer Herrschaft hatte kein Unterschied zwischen vollberechtigten Bürgern und zugezogenen Einsassen bestanden. Nun wurde das frühere Bürgerrecht wieder hergestellt und den während der französischen Zeit zugezogenen Bürgern nur zurückhaltend gewährt.
- Die durch den Code Civile den Frauen zugestandenen Rechte (selbstständige Mittelverwaltung, selbständige Vertretung vor Gericht) wurden rückgängig gemacht, ohne dass dies auf nennenswerten Widerstand stiess.

Gegen 1830 hin verstärkte sich der Widerstand gegen die Regelungen der Stadt; er gipfelte in der Birsecker Petition von 1831. So machte das Birseck beim Aufstand der Baselbieter Gemeinden mit, die zur Kantonstrennung führte. Aber innerhalb der Gemeinden kam es zu hitzigen und bisweiligen blutigen Auseinandersetzungen zwischen Befürwortern und Gegnern einer Trennung. Obwohl das Birseck mit dem Therwiler Stephan Gutzwiller den bekanntesten Revolutionsführer stellte,  war es die politisch motivierte Bewegung aus Liestal und Gelterkinden, welche den Kurs bestimmte.